# Roberto Alajmo
Roberto Alajmo est un écrivain italien né à Palerme le 20 décembre 1959.
Journaliste, il collabore à la Rai et au quotidien La Repubblica.

## Biographie
Après avoir été critique de théâtre pour le Giornale di Sicilia, il est à partir de 1988 rédacteur au siège sicilien de la RAI à Palerme.  Il collabore régulièrement comme éditorialiste aux pages palermitaines de La Repubblica et tient une rubrique dans la revue Diario della Settimana.
Il a également enseigné l’histoire du journalisme à la faculté de Sciences de la formation de l’université de Palerme et est membre du conseil d'administration du théâtre Stabile de Palerme.
Il publie plusieurs ouvrages dans lesquels Palerme tient une place centrale, et écrit des comédies pour le théâtre.

## Livres publiés en France
- Un cœur de mère (trad. de l'italien Cuore di madre par Danièle Valin[2], Rivages 2005) ;
- Fils de personne (trad. de l'italien E' stato il figlio par Danièle Valin, Rivages 2007) ;
- Les Fous de Palerme  (trad. de l'italien Nuovo repertorio dei pazzi della città di Palermo par Danièle Valin, Rivages 2008) ;
- Mat à l'étouffé (trad. de l'italien La Mossa del matto affogato par Danièle Valin, Rivages 2010).

## Livres publiés en Italie
- Una serata con Wagner (Palerme, Novecento 1986) ;
- Un lenzuolo contro la mafia (Palerme, Gelka 1993) ;
- Epica della città normale (Palerme, La Battaglia 1993) ;
- Almanacco siciliano delle morti presunte (Palerme, La Battaglia 1997) ;
- Le Scarpe di Polifemo e altre storie siciliane (Milan, Feltrinelli 1998) ;
- Notizia del disastro (Milan, Garzanti 2001, Prix Mondello) ;
- Cuore di madre (Milan, Mondadori 2003, finaliste des Prix Strega et Campiello) ;
- Nuovo repertorio dei pazzi della città di Palermo (Milan, Mondadori 2004) ;
- E' stato il figlio (Milan, Mondadori 2005, finaliste du Prix Viareggio) ;
- Palermo è una cipolla (Rome-Bari, Laterza 2005) ;
- Enciclopedia della memoria irrilevante (Palerme, Mondellolido 2006) ;
- 1982 - Memorie di un giovane vecchio (Rome-Bari, Laterza 2007) ;
- La Mossa del matto affogato (Milan, Mondadori 2008).